# Кожин, Павел Сергеевич
Па́вел Серге́евич Ко́жин (1801 — 28 июля, 1851, Рязань) — российский государственный деятель, владимирский вице-губернатор, рязанский гражданский губернатор, действительный статский советник.

## Биография

### Происхождение
Происходил из дворянского рода Кожиных. Видное место на государственной службе занимали во 2-й половине XVIII века — начале XIX века дед Павла Сергеевича — правитель Псковского наместничества, президент Камер-коллегии, сенатор и действительный тайный советник Алексей Никитич Кожин (1737—1805) и старший брат последнего, также имевший чин действительного тайного советника, Пётр Никитич Кожин (1728—1805), директор Каменного приказа в Москве и присутствующий (глава) Мастерской и Оружейной Палаты.
Отец Кожина — генерал-майор Сергей Алексеевич (1769—1807), шеф лейб-Кирасирского Его Величества полка, погиб в сражении c французами при Гейльсберге, когда сыну было 6 лет; мать — княжна Екатерина Михайловна Волконская (1777—1834) — была сестрой занимавшего выдающееся положение на государственной и военной службе Петра Михайловича Волконского — светлейшего князя, генерал-фельдмаршала, генерал-адъютанта, начальника Главного штаба Е. И. В., члена Государственного Совета, генерал-инспектора запасных войск, министра Императорского двора и уделов.

### Военная служба и отставка
Внук видного сановника и сын погибшего на войне генерала, Кожин был зачислен в Пажеский корпус, по окончании которого 26 марта 1821 года выпущен из камер-пажей корнетом в Кавалергардский полк. 19 августа 1822 года он был назначен полковым адъютантом, а 20 мая следующего года — адъютантом главнокомандующего 1-й армией генерала от инфантерии (с 1826 года — генерал-фельдмаршала) графа Ф. В. Остен-Сакена. За свою службу при Остен-Сакене получил ордена Святой Анны 3-й степени и Святого Владимира 4-й степени.
21 февраля 1831 года штабс-ротмистр (с 1829 года) Кожин был уволен от военных службы для определения к статским делам и с повышением чина. Причисленный (с переименованием в надворные советники) к Департаменту уделов (входившему в структуру Министерства Императорского двора и уделов, возглавлявшегося его дядей князем П. М. Волконским), он вскоре вышел в отставку, и Высочайшим приказом 6 июня 1833 года было предписано считать его уволенным от службы по болезни с чином ротмистра и ношением мундира.

### Гражданская служба
В 1836 году Кожин поступил на службу по дворянским выборам, став предводителем дворянства Гороховецкого уезда Владимирской губернии. Ещё до истечения трёхлетнего срока, на который он был избран, 1 февраля 1838 года он был вновь принят на гражданскую службу, получив назначение на пост вице-губернатора Владимирской губернии с повторным переименованием в надворные советники; с 6 мая 1840 года состоял в чине коллежского советника. Прослужив в этой должности четыре года, в 1842 году Кожин был назначен чиновником для особых поручений V класса при министре внутренних дел, причём за службу вице-губернатором ему было объявлено Высочайшее благоволение.
26 мая следующего года он был назначен исправляющим должность гражданского губернатора Рязанской губернии с одновременным производством в чин статского советника, а четыре года спустя (28 июня 1847 года) произведён в действительные статские советники с утверждением в занимаемой должности, в которой оставался до конца жизни.
28 июля 1851 года в возрасте 50 лет Кожин скончался и был похоронен в Рязани в Казанском женском монастыре.

## Оценка деятельности
Восьмилетняя служба Кожина на посту губернатора в Рязани воспринималась многими современниками критически. В записках сенатора К. Н. Лебедева приводится его разговор с московским генерал-губернатором графом А. А. Закревским по случаю назначения преемника Кожина — П. П. Новосильцева:

Вице-губернатор ХХХ, пользовавшийся общим презрением, «сбыт» в Рязань губернатором по представительству графа, который, к моему удивлению, на вопрос, почему назначают ХХХ-ва губернатором, отвечал: «Там был хуже (Кожин)»

Столь же негативно относилось к губернатору Кожину и рязанское дворянское общество. Граф М. Д. Бутурлин писал:

Павел Сергеевич Кожин, хороший, но желчного темперамента человек и не в милости у местного дворянского сословия. Опала эта, впрочем, была для него не более, как жужжание мух, так как он был племянник кн. П. М. Волконского. Ненависть рязанских дворян к П. С. Кожину переходила за пределы приличий, принятых у всех благовоспитанных людей

Принципиально иначе (хотя и отмечая в качестве его недостатков раздражительность и недостаточный служебный опыт) отзывался о Кожине С. Т. Славутинский, служивший при нём как рязанском губернаторе младшим чиновником особых поручений:

Имел высокие качества, был безупречно честен, правдив, истинно благороден; при всей своей пылкости и болезненной склонности к порывам гнева, — вовсе не зол, вовсе не жесток; он даже сознательно и постоянно стремился к добру. Административные его способности тоже были замечательны, хотя к деятельности административной он был подготовлен весьма мало … Словом, он был губернатор, каких тогда было чрезвычайно немного, — и потому-то его так не любили в Рязанской губернии и чиновники, и балованные, привередливые члены губернского, так называемого, общества

## Семья

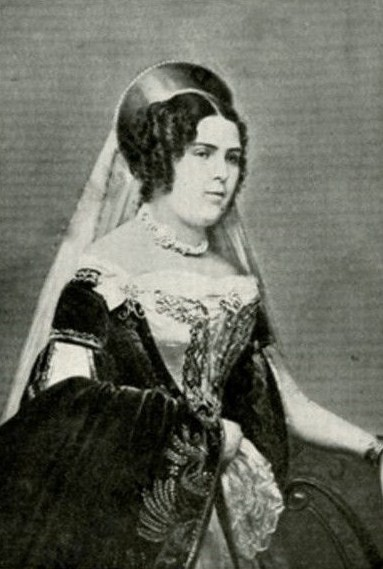
Екатерина Кожина, дочь

Был женат на Ольге Ивановне Кусовой (владела собственным имением в Федорково, где первоначально проживали молодые супруги) и от этого брака имел трёх детей:
- Сын — Пётр Павлович Кожин (8 апреля 1829 — 8 сентября 1890), предводитель дворянства Владимирской губернии (1870—1885), тайного советника;
- Дочь — Мария (18 марта 1825 — 3 декабря 1885), вышла замуж за Владимира Николаевича Назимова (29 апреля 1806 — 18 апреля 1887), впоследствии генерал-кригскомиссара, члена Военного Совета, генерала от инфантерии;
- Дочь — Екатерина (20 февраля 1828 — 13 ноября 1890), фрейлина Высочайшего двора, впоследствии супруга инженера, действительного статского советника Александра Александровича Казначеева.